# Calumbi
Calumbi es un municipio brasileño del estado de Pernambuco. Administrativamente, el municipio está formado por el distrito sede y por los poblados de Tamborilzinho y Roças Velhas. Tiene una población estimada al 2020 de 44 747 habitantes.

## Historia
Las tierras donde se localiza hoy el municipio de Calumbi pertenecían a la familia Calumby, que fueron los primeros pobladores. Allí edificaron una iglesia dedicada a nuestra Señora de la Concepción, donde es celebrada una fiesta en su homenaje desde el 8 de diciembre de 1877. El poblado fue inicialmente llamado de São Serafim y pertenecía a la comarca de Flores. Por el decreto de ley nº 92, del 31 de marzo de 1938, el distrito de São Serafim pasó a denominarse Calumbi, en virtud de la gran cantidad de este tipo de planta arbustiva de mismo nombre. Elevado a la categoría de municipio por la ley provincial nº 4938 del 20 de diciembre de 1963.

## Geografía
Se localiza en la latitud 07º56'29" sur y longitud 38º09'00" oeste, estando a una altitud de 446 metros.
El municipio está ubicado en el área geográfica de cobertura del semiárido brasileño, definida por el Ministerio de la Integración Nacional en 2005. Esta delimitación tiene como criterios el índice pluviométrico inferior a 800 mm, el índice de aridez hasta 0,5 y el riesgo de sequía mayor que 60%.

### Hidrografía
El municipio de Calumbi se encuentra situado en la Cuenca Hidrográfica del Río Pajeú.